# Sybra apicespinosa
Sybra apicespinosa är en skalbaggsart som beskrevs av Stefan von Breuning 1942. Sybra apicespinosa ingår i släktet Sybra och familjen långhorningar.
Artens utbredningsområde är Fiji. Inga underarter finns listade i Catalogue of Life.